# Želva palawanská
Želva palawanská (Siebenrockiella leytensis) je druh želvy z čeledi batagurovití. Jde o jeden z dvou druhů rodu Siebenrockiella.
Jde o kriticky ohrožený taxon.

## Popis

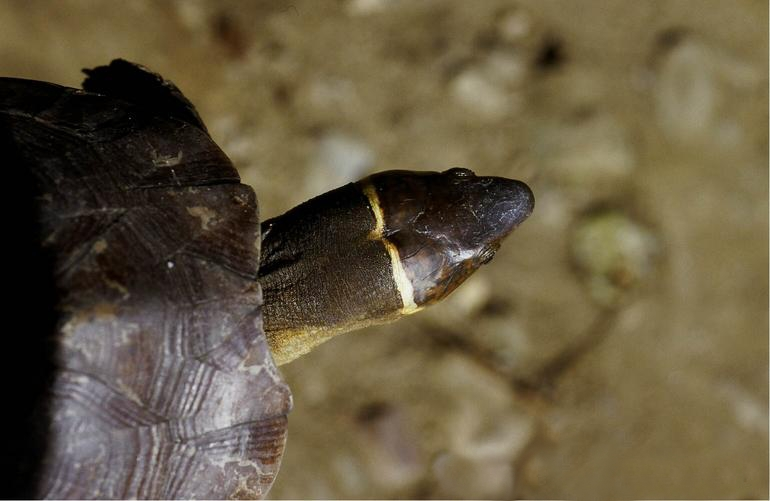
Pruh na hlavě
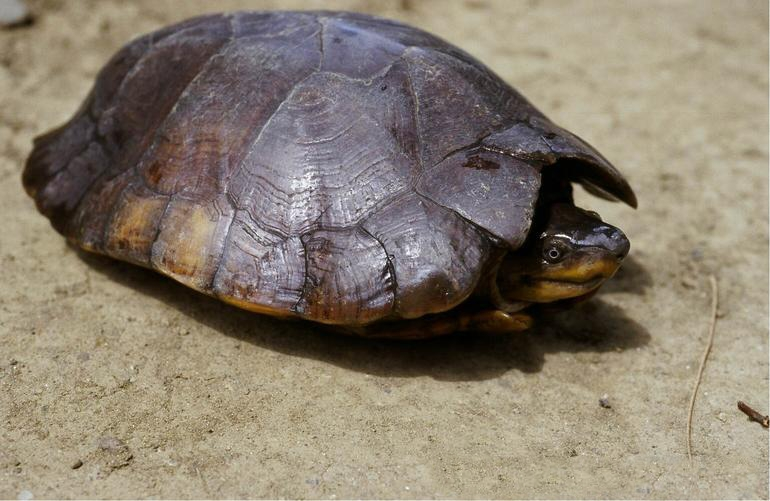
Přední okraj karapaxu
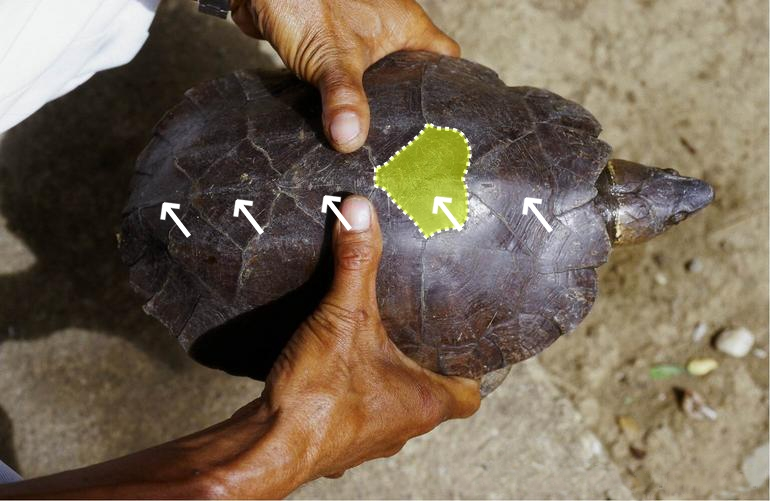
Obratle

Má hnědý, červenočerný až černý krunýř. Krunýř dosahuje délky 21 cm. Větší jedinci mohou dosáhnout délky 30 cm, takto velký jedinec je ale poměrně vzácný.
Plastron je červenohnědý až černý, někdy se žlutými skvrnami.
Mláďata mají plastron žlutý.
Kůži má drsnou, pokrytou hrbolky. Hlava je hnědé barvy, na spáncích někdy se světle hnědými, oranžovými nebo červenými skvrnami. Těsně za ušními otvory prochází tenká, bílá až světle žlutá příčná čára, u některých jedinců může být uprostřed rozdělená. Linie je výraznější u mladších jedinců.

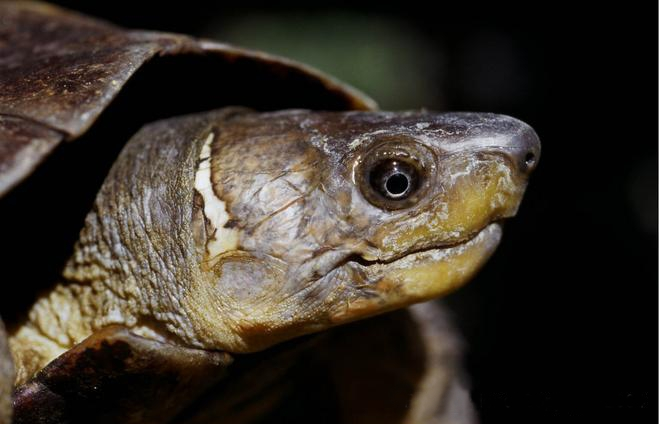
Detail hlavy

## Taxonomie
Druh byl původně zařazen v rodu Heosemys, v roce 2005 byl ale na základě genetický testů přesunut do rodu Siebenrockiella.
Rodové jméno je odvozeno od Friedricha Siebenrocka a druhové jméno od ostrova Leyte (ve skutečnosti žije na Palawanu).

## Objev
Druh objevil Edward Harrison Taylor v roce 1920 a nazval jej Heosemys leytensis. Název odvodil od dvou exemplářů želv G. Lopeze, které měly pocházet z ostrova Leyte. Exempláře zničilo bombardování Manily.
Od té doby se nepodařilo sehnat skoro žádné další exempláře, v roce 2001 byla na ostrově Palawan objevena populace těchto želv.
Předpokladá se, že želvy pocházejí z Palawanu a nikdy nebyly na Leyte.

## Výskyt
Kromě Palawanu se vyskytují na Dumaranu, Taytay a San Vincente.
Oblast rozšíření by neměla přesahovat 100 km². 

## Chování
Jako relativně nedávno objevený druh se o jejím chování ví málo. Z pozorování vyplývá, že jsou to želvy dlouhověké, s nízkou úmrtností. Jedinci zachránění od pašeráků a přesunutí do Zoo Malabon, byli velmi plaší, poněvadž se většinu doby schovávali pod kameny. Po několika měsících se zjistilo, že jsou zřejmě všežraví, můžou lovit korýše a malé ryby. Jsou aktivní brzy ráno a pozdě večer. Také se příliš nevyhřívali na slunci, což však mohl být následek chovu v zajetí. Mezi známé zdroje potravy ve volné přírodě patří fíky.